# RC44
Lo RC44 (Russell Coutts 44) è una barca a vela monoscafo voluta e disegnata dal cinque volte campione dell'America's Cup Russell Coutts e il progettista sloveno Andrej Justin.

## Descrizione
L'RC44 è stato creato per il miglior livello di regate internazionali e sotto uno stretto controllo delle regole della classe.
È stata proposta anche come barca per la 33ª America's Cup ma la barca venne respinta per lasciare posto agli IACC90, monoscafi da 90 piedi, poi stralciati anch'essi in favore di multiscafi, dopo una lunghissima disputa legale.